# LOVB Madison
La LOVB Madison è una franchigia femminile pallavolistica statunitense, con sede a Madison (Wisconsin): milita nella League One Volleyball.

## Storia
La LOVB Madison viene fondata nell'aprile 2023, diventando la terza franchigia della League One Volleyball.

## Rosa 2025
| N° | Nome                   | Ruolo | Data di nascita  | Nazionalità sportiva |
| -- | ---------------------- | ----- | ---------------- | -------------------- |
| 1  | Daly Santana           | S     | 19 febbraio 1995 | Porto Rico           |
| 2  | Anna Stevenson         | C     | 8 luglio 1999    | Stati Uniti          |
| 3  | Mariena Hayden         | S     | 29 giugno 1998   | Stati Uniti          |
| 4  | Milica Medved          | L     | 16 gennaio 2002  | Serbia               |
| 5  | Wang Simin             | L     | 13 dicembre 1997 | Cina                 |
| 6  | Jennifer Geerties      | S     | 5 aprile 1994    | Germania             |
| 7  | Lauren Carlini         | P     | 28 febbraio 1995 | Stati Uniti          |
| 8  | Claire Felix           | C     | 27 gennaio 1995  | Stati Uniti          |
| 9  | Claire Chaussee        | S     | 15 maggio 2000   | Stati Uniti          |
| 10 | Taylor Sandbothe       | C     | 15 dicembre 1994 | Stati Uniti          |
| 11 | Andrea Drews           | O     | 25 dicembre 1993 | Stati Uniti          |
| 12 | Temitayo Thomas-Ailara | S     | 4 dicembre 2000  | Stati Uniti          |
| 13 | Sarah Franklin         | S     | 27 febbraio 2002 | Stati Uniti          |
| 14 | Danica Radenković      | P     | 16 marzo 1991    | Serbia               |
| 15 | Paige Reagor           | C     | 15 giugno 2001   | Stati Uniti          |
| 27 | Ana Beatriz Corrêa     | C     | 7 febbraio 1992  | Brasile              |